# Portadown

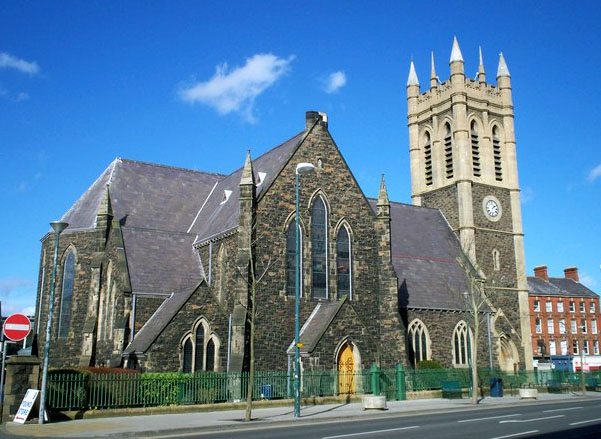
Anglikanische Kirche St Mark's in Portadown.

Portadown (irisch Port an Dúnáin – „Hafen der Festung“) ist eine Stadt in der historischen Grafschaft Armagh in Nordirland.
Die Stadt gehört zum District Armagh, Banbridge and Craigavon und liegt am River Bann. Beim Census 2001 war Portadown Teil der Craigavon Urban Area, so dass keine Einwohnerzahl für die Stadt ermittelt wurde. Die geschätzte Einwohnerzahl liegt bei 22.000 Einwohnern. In den 1990er Jahren wurde Portadown als Schauplatz von Auseinandersetzungen um einen Marsch des Oranier-Ordens über Nordirland hinaus bekannt. Seit 1998 führt der jährlich im Juli stattfindende Marsch zur Kirche in Drumcree nicht mehr durch die von irisch-nationalistischen Katholiken bewohnte Garvaghy Road.
Die Ursprünge der Stadt lassen sich länger zurückverfolgen, ein Aufschwung setzte aber erst in Viktorianischer Zeit mit dem Eisenbahnbau und der Great Northern Railway ein.
Wichtig war in der Stadt die Verarbeitung von Leinen mit dem folgenden Aufbau einer Textilindustrie.
Der bedeutendste örtliche Fußballverein ist der Portadown FC. In der Stadt lebt Mary Peters, die Siegerin im Fünfkampf bei den Olympischen Spielen in München vor Heide Rosendahl und Burglinde Pollak.

## Söhne und Töchter der Stadt
- Mark Fulton (1961–2002), nordirländischer Loyalist und Anführer der Loyalist Volunteer Force
- Phillip McCallen (* 1963), britischer Motorradrennfahrer
- John Long (1964–2016), irischer Maler
- Michael O’Neill (* 1969), britischer Fußballspieler und -trainer
- Tim Mullen (* 1976), britischer Autorennfahrer
- Aaron McCusker (* 1978), nordirischer Schauspieler
- Adam Carroll (* 1982), britischer Automobilrennfahrer